# 東九文化中心
東九文化中心（英語：East Kowloon Cultural Centre）為香港一座興建中的文化中心，位於佐敦谷牛頭角道60號，佔地約2.16公頃，於2016年12月8日奠基動工，最快於2024年竣工並分階段開放並為九龍觀塘區居民服務。大樓由許李嚴建築師有限公司（嚴迅奇）作整體設計，其造型寓意發放藝術創意的文化核心，而原址則為第一代牛頭角下邨（二區）第12至14座。

## 設施
- 劇院：設1,196座席[2]
- 劇場：設550座席[2]
- 3個適用於音樂、舞蹈及話劇等藝術形式的小演場暨排練場，設120至250座席
- 一個大型排練室
- 兩個小型排練室
- 附屬設施，如洗手間、更衣室、育嬰室、辦事處、貯物室、上落客貨區、停車位
- 場地大堂，包括售票處及詢問接待處
- 辦公室
- 一間餐廳
- 一間咖啡店
- 戶外廣場
- 空中花園

## 歷史

### 牛頭角下邨（二區）重建計劃

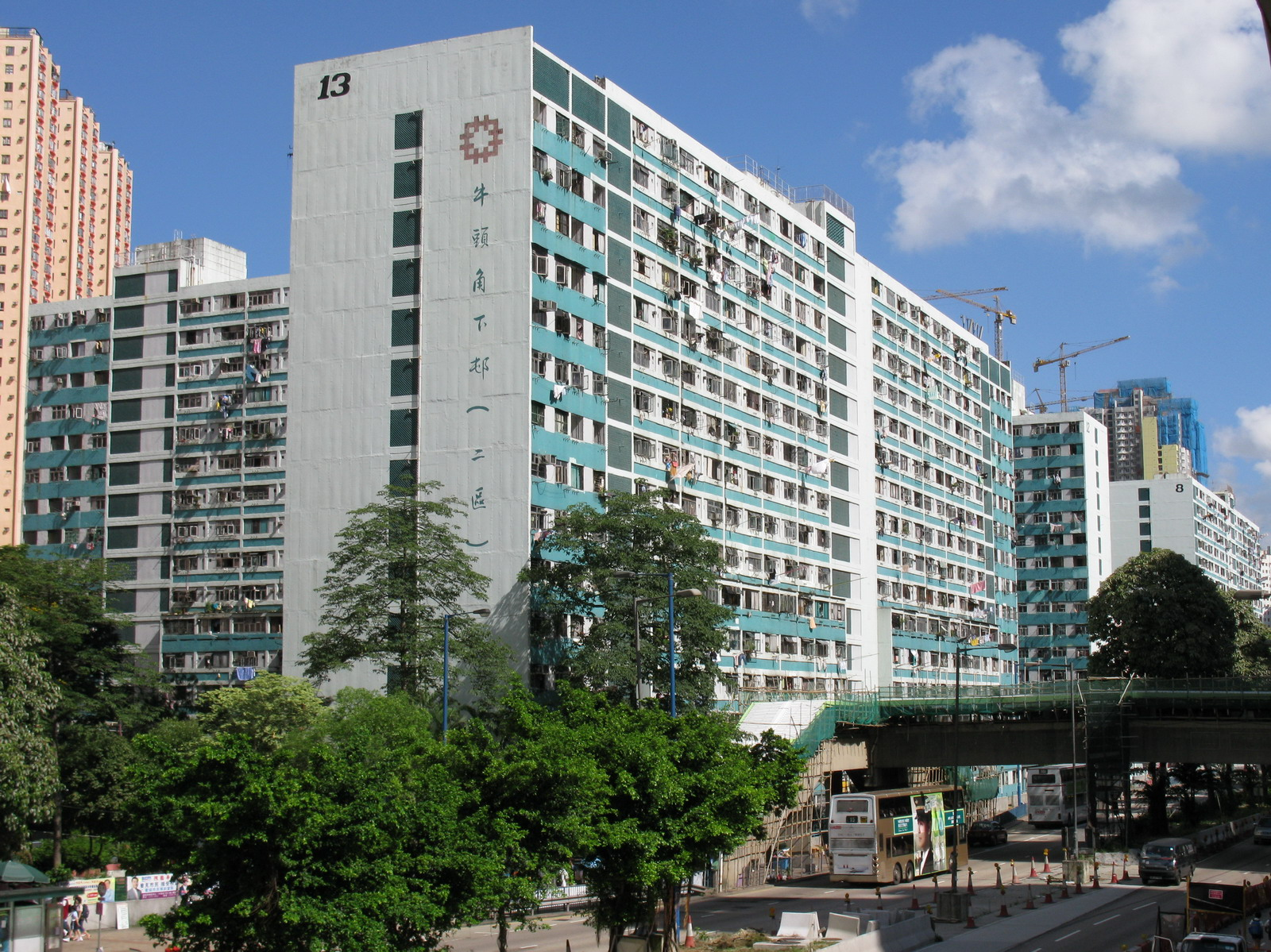
東九文化中心前身：重建前的牛頭角下邨二區第11至14座（2008年6月）

牛頭角下邨（二區）早已定於2003/04財政年度拆卸，但因居民要求原區安置而延至2008/09年度才拆卸。2005年11月香港政府就重建牛頭角下邨的發展諮詢，期間觀塘區議會要求香港政府興建一所嶄新、充滿活力及融合多種設施和文娛休憩用地的地區中心，以分流鄰近黃大仙區使用率高的牛池灣文娛中心。2006年11月16日，觀塘區議會通過牛頭角下邨重建計劃的建議，除公共房屋亦包括一所文化中心，以切合九龍東及西貢區居民對演藝設施的需求。同年11月，康樂及文化事務署和建築署就跨區社區文化中心計劃諮詢觀塘區議會後開展初步規劃工作；及分別於2010年及2012年向觀塘區議提出進度報告及介紹跨區社區文化中心的初步設計，並獲得支持；再於2012年7月3日就項目的概念設計諮詢觀塘區議會。牛頭角下邨第二期重建計劃於2010年10月20日展開，於2011年11月完成。二區（第8座至第14座）清拆後餘下的3.5公頃土地小部份被撥作興建跨區社區文化中心。
2013年3月長遠房屋策略督導委員會會員暨香港房屋委員會委員蔡涯棉指出，過去香港土地供應充裕時，香港政府撥出大幅土地用作興建社區設施無可厚非，惟目前香港土地供應短缺，加上該塊土地面積逾3公頃，可以用以即時興建住宅，有關部門應該重新審視牛頭角下邨第二期重建計劃土地之未來發展，包括用以興建私人樓宇或者公共房屋，或者將社區文化中心設置於大廈低層，藉此善用土地供應。但是，上述建議最終不被採納。
2013年11月5日，康樂及文化事務署及建築署再就東九文化中心的概念設計諮詢觀塘區議會，獲得一致支持。其後，相繼諮詢了康樂及文化事務署場地伙伴計劃委員會和節目與發展委員會、主要藝團、地區藝團／團體，以及康樂及文化事務署演藝場地的主要租用人等等，同樣獲得支持。同年12月至2014年1月，民政事務局舉行了一連串諮詢會議，以蒐集各持份者的意見，共36個藝團／機構參與。

### 落實興建文化中心
2014年1月15日，香港行政長官（現為全國政協副主席）梁振英在《2014年度香港行政長官施政報告》提及正在籌劃在牛頭角興建跨區社區文化中心。
根據民政事務局向立法會所提交的資料顯示，2004年至2014年年間租用康樂及文化事務署轄下24個主要演藝設施的申請，由2004年至2005年年度的5,012宗，增加至2013年至2014年年度的14,240宗，增幅高達184%。其中約70%未獲分配場地，顯示演藝設施嚴重供不應求。目前整個九龍東僅位於黃大仙區的牛池灣文娛中心提供公共演藝活動場地（而位於土瓜灣的高山劇場專門供予粵劇表演），於1987年啟用，而且僅提供354座席。此外，至2020年，觀塘區、黃大仙區及西貢區的人口將會達逾200萬，佔香港人口27%，因此認為有需要興建一座大型演藝設施，以切合九龍東居民的需要。有見及此，為了供予文化團體一座大型表演場地，並且將牛頭角打造成為「東九文化中心」，民政事務局聯同康樂及文化事務署和建築署於2014年12月12日向立法會民政事務委員會提交興建東九文化中心建議，預計於2015年年初向立法會工務小組委員會和立法會財務委員會提交建議及撥款申請，預算為39億9千8百萬港元，如果獲得批准，預計工程於2015年下半年動工，於2019年至2020年完成。
惟此項目拖延至2016年12月8日才開始，於當天在牛頭角下邨原址，由時任政務司司長林鄭月娥主持奠基典禮。她致辭時表示東九文化中心是繼西九文化區後，第二項政府投資的文化建設項目，並能鞏固香港文化藝術之都的地位，對香港有雙重意義，這兩個重要的文化地標將為市民提供更豐富的文化活動，又稱東九文化中心是經過多年規劃。
2019年4月，工程質素被揭發出現問題，同時釘板工遭欠薪而堵塞地盤。
2019年11月8日，立法會財委會通過興建一條橫跨觀塘道的行人天橋，連接東九文化中心及九龍灣站，估算造價1億7350萬。
2020年11月27日，民政事務局局長徐英偉表示，東九文化中心興建工程正在進行，預計2023年正式啟用，屆時中心會配置創新科技器材，成為藝術和科技結合的場所。當局希望中心能成為科技公司和團體試用新舞台技術的試驗場地。

## 興建圖片

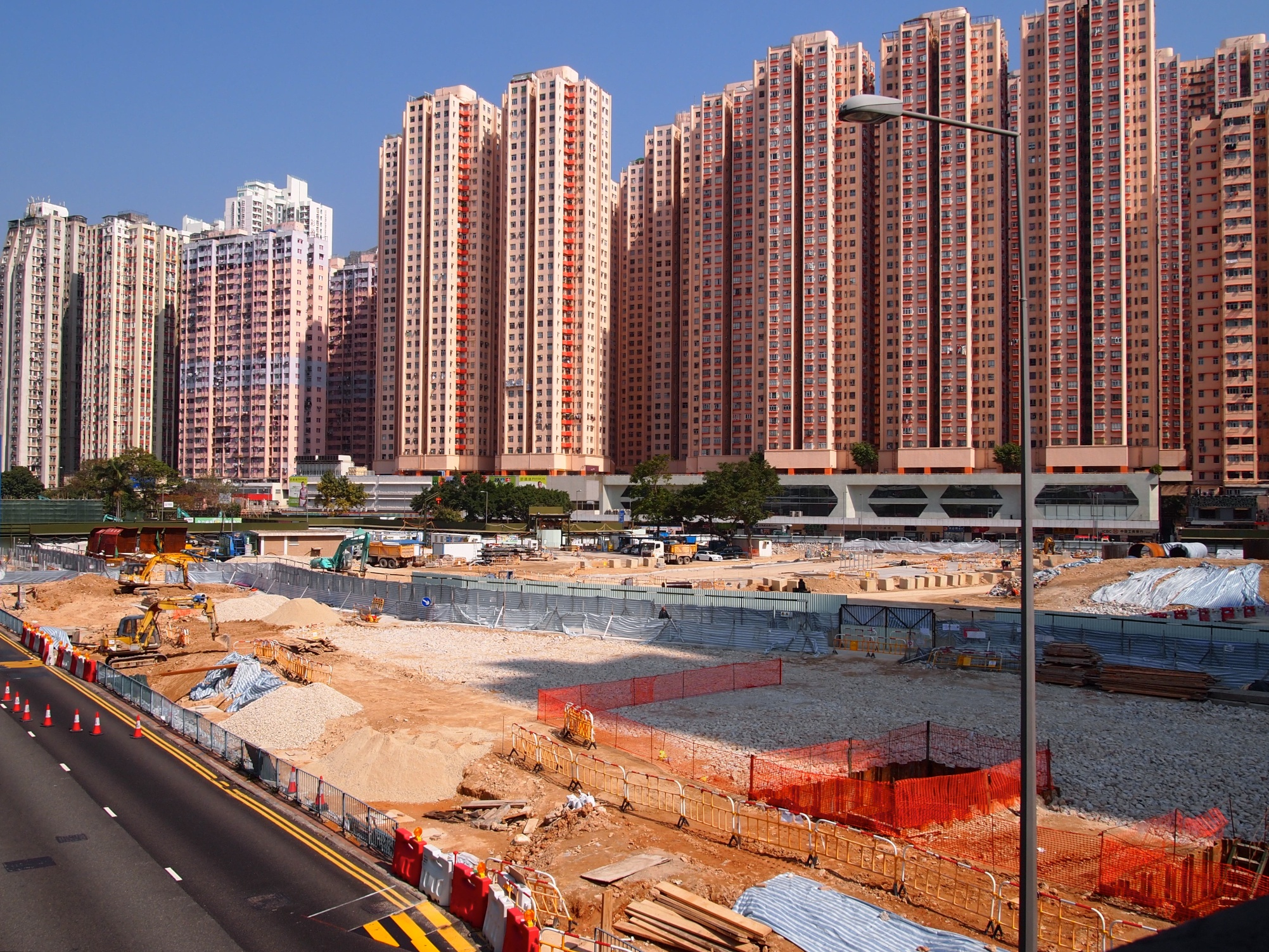
2012年1月
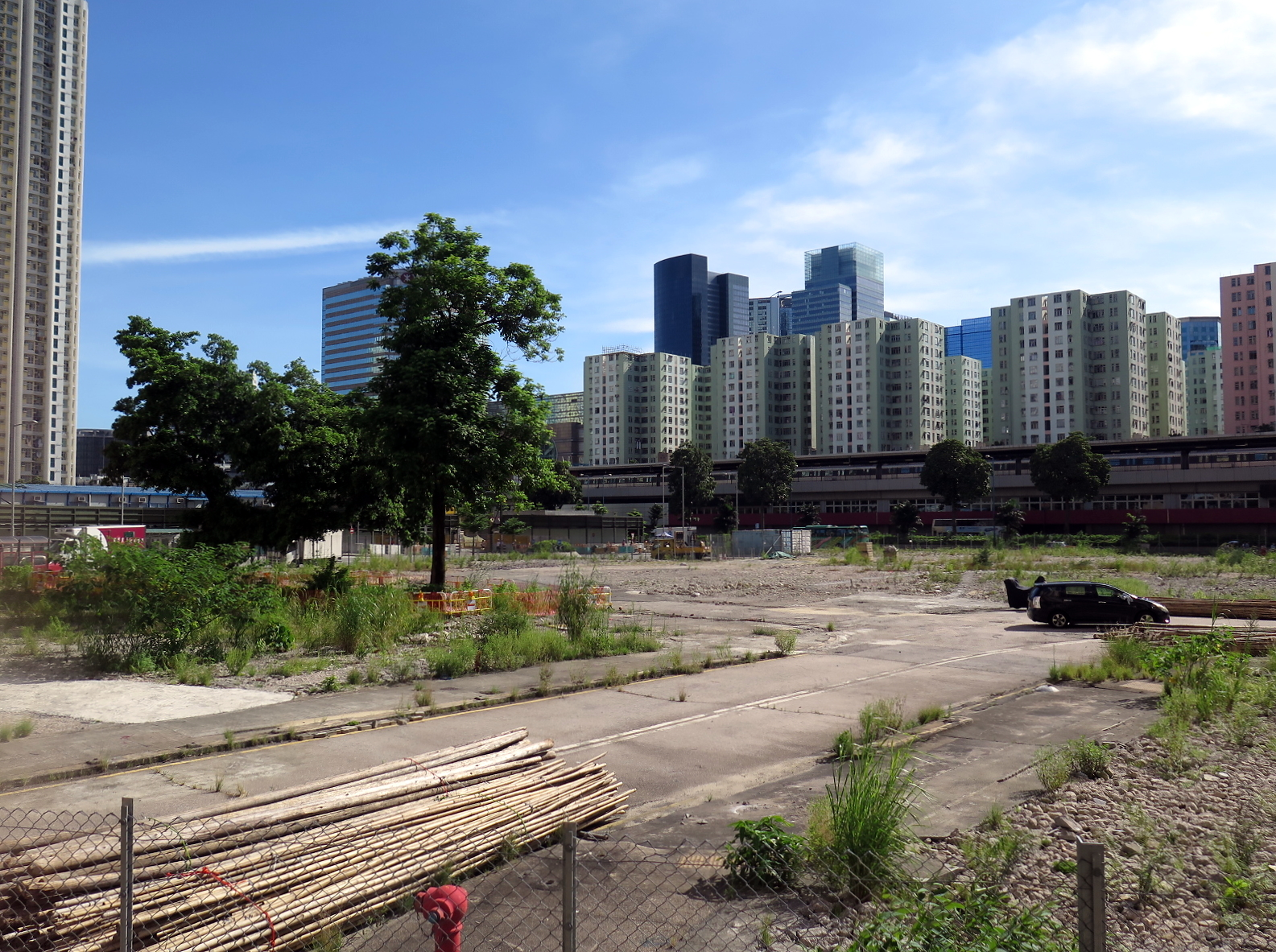
2014年7月
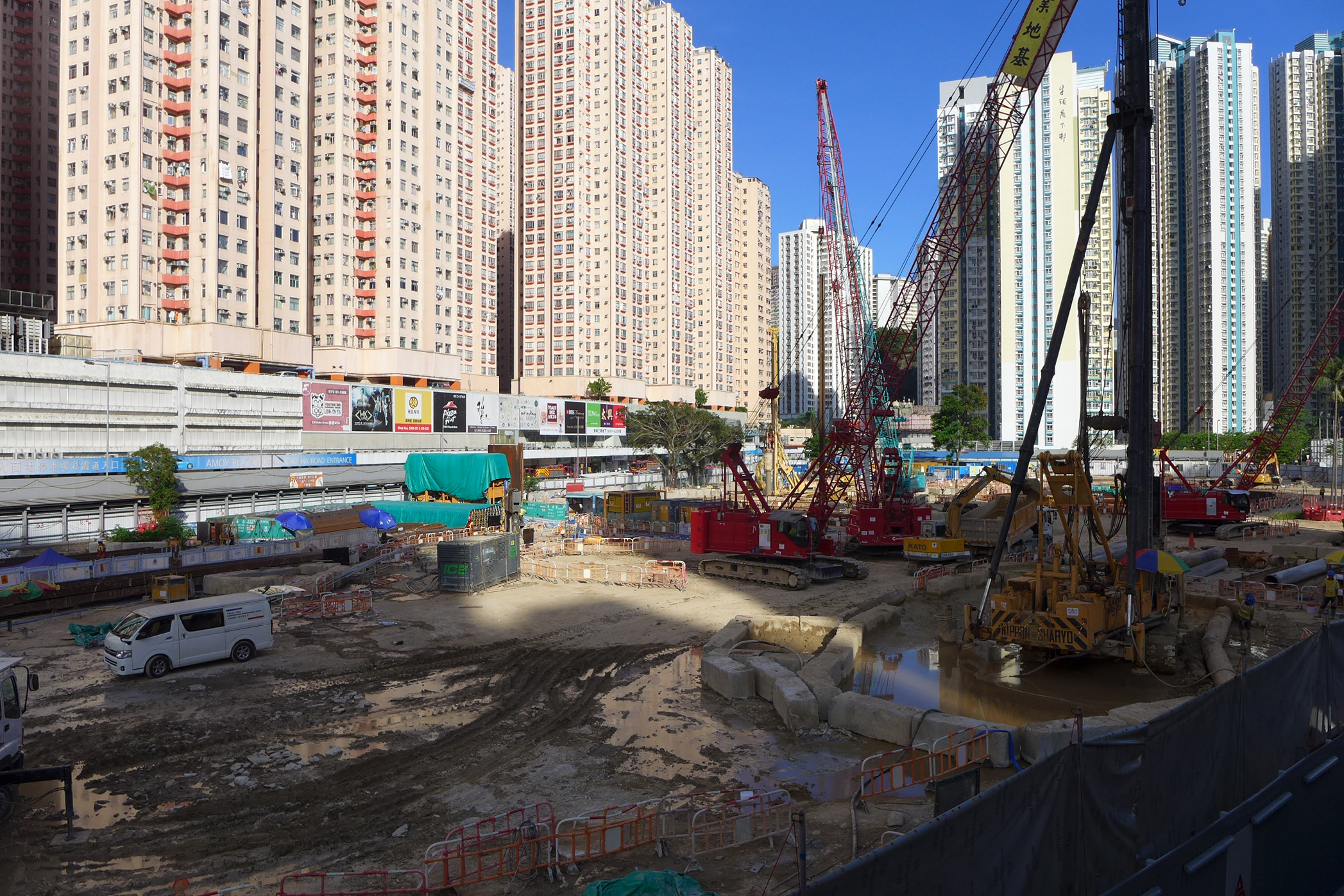
2016年6月
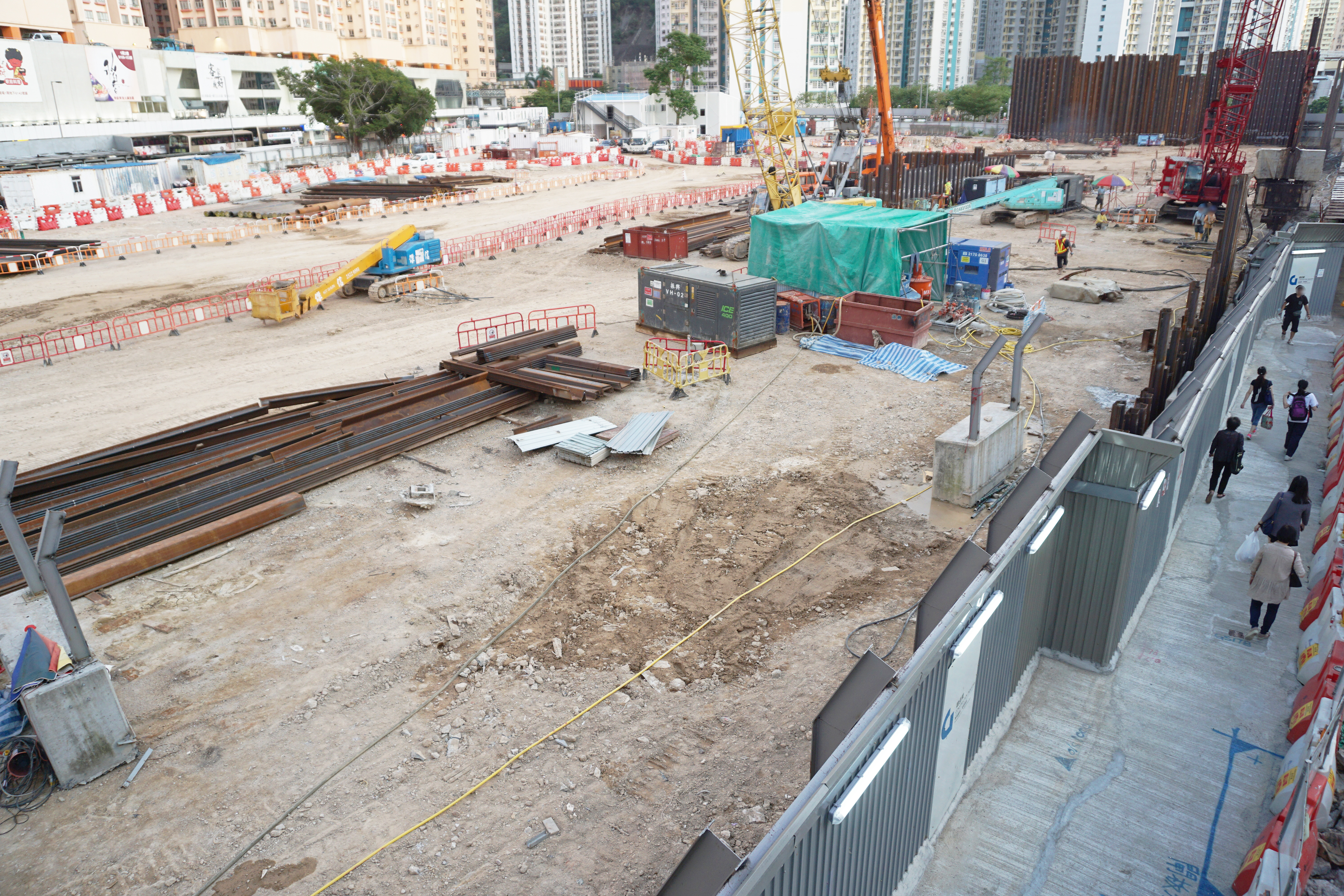
2017年10月
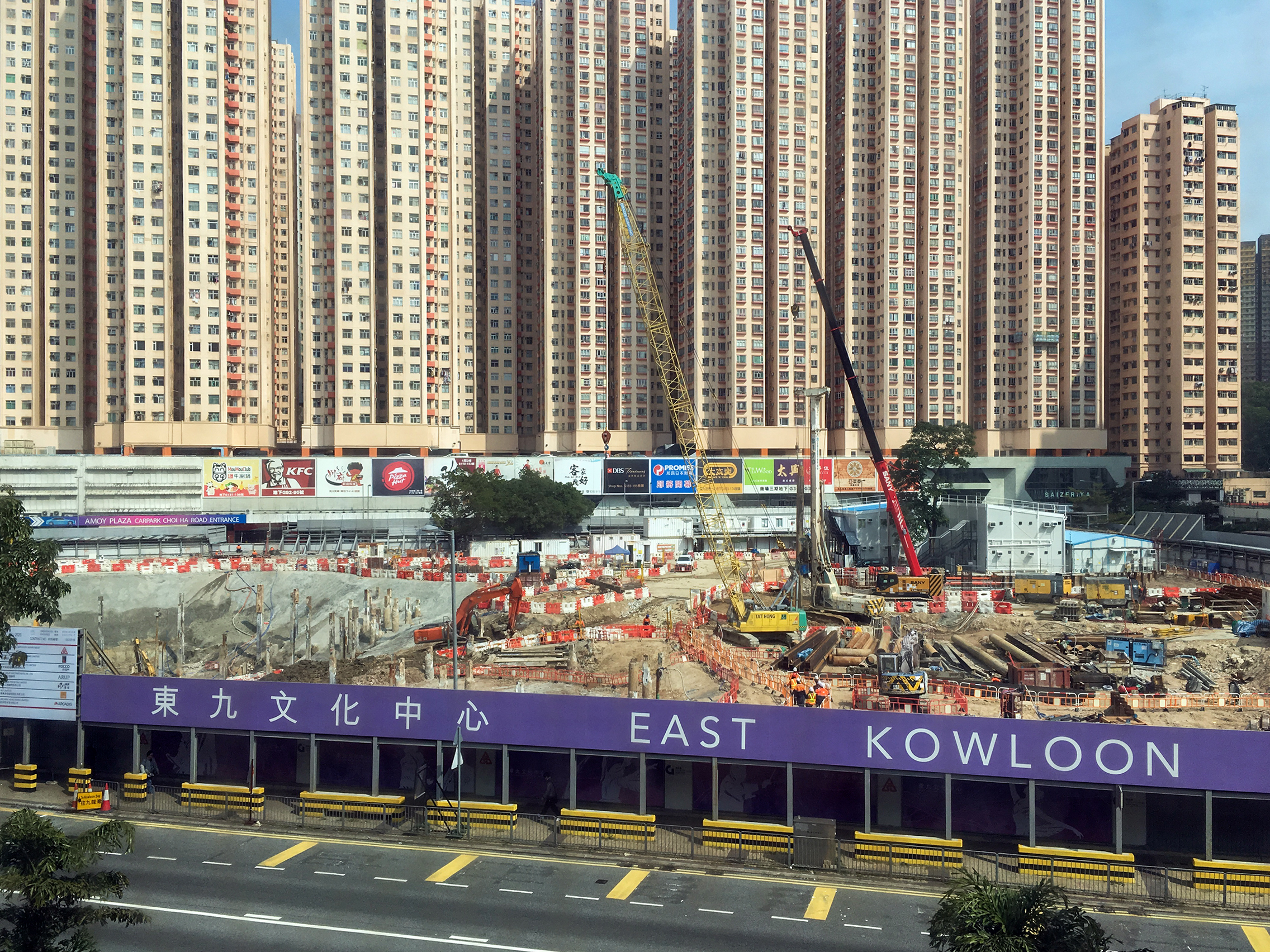
2018年2月
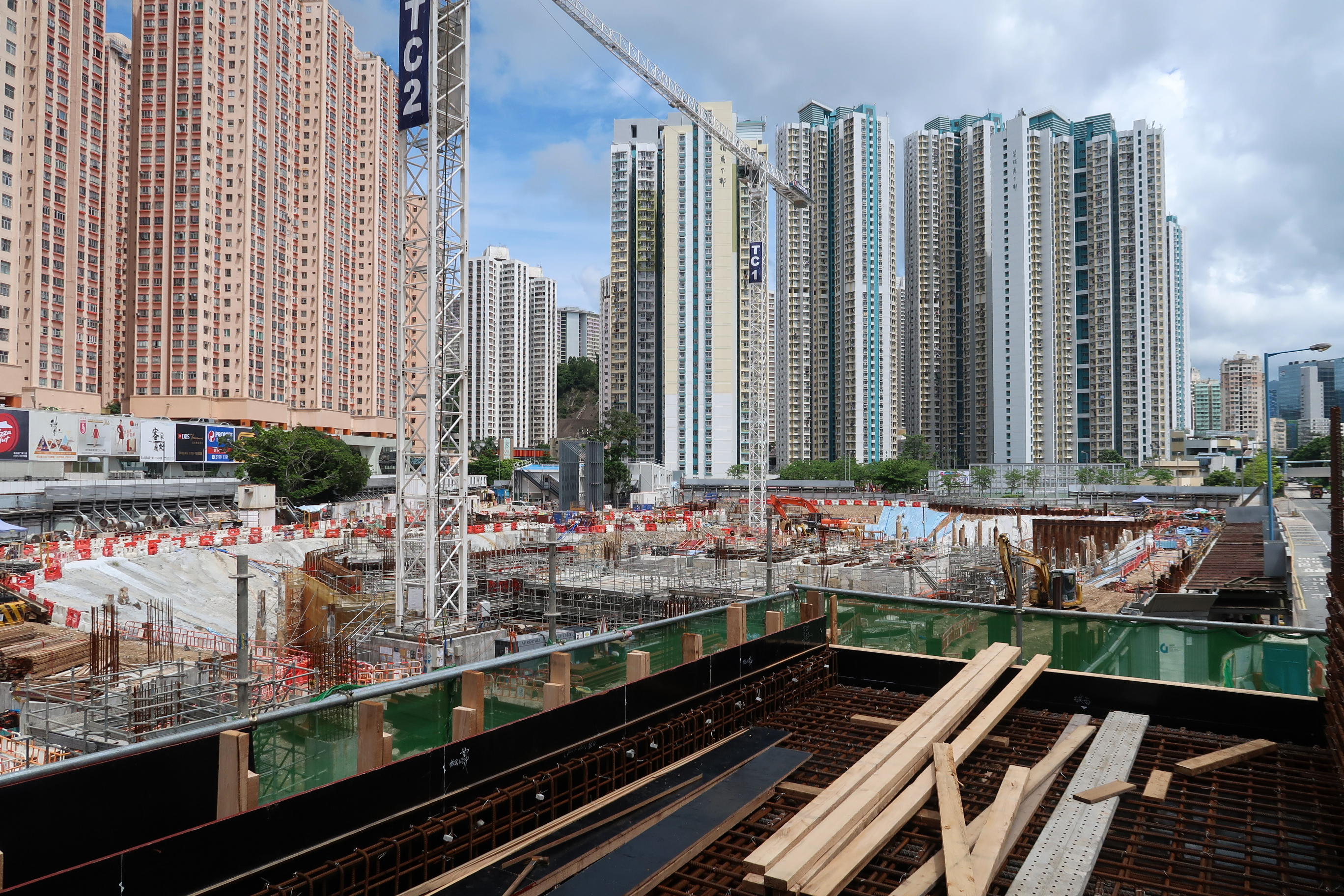
2018年6月
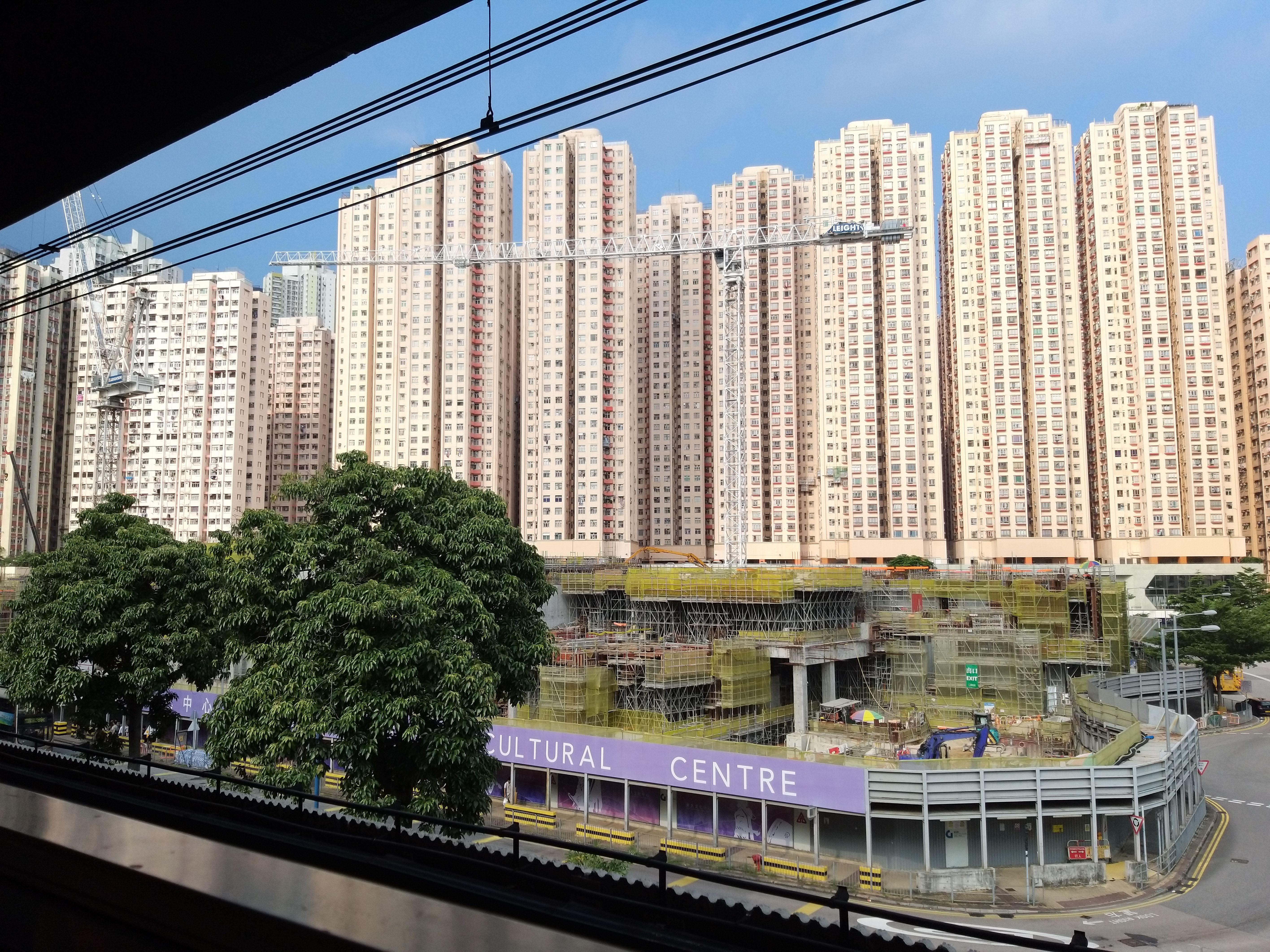
2019年9月
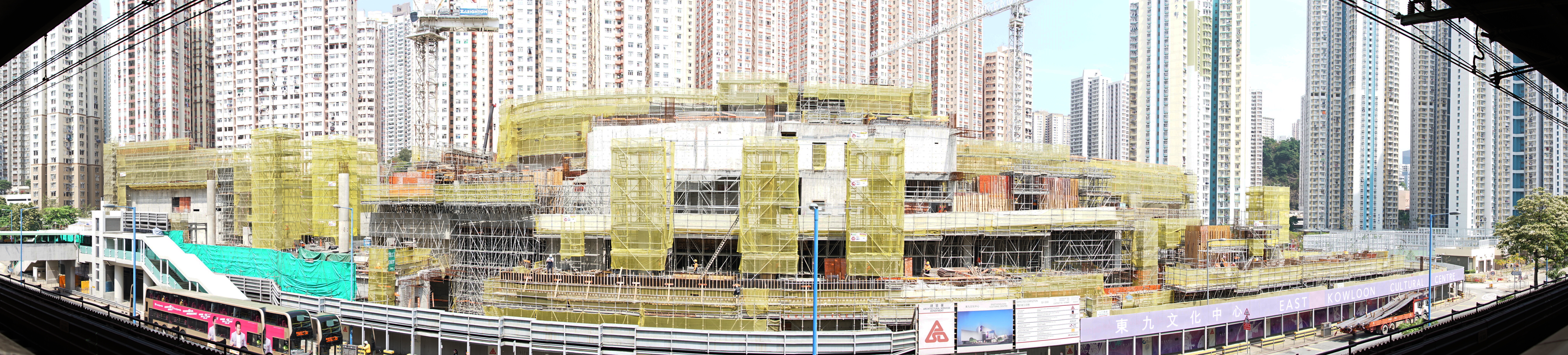
2020年4月
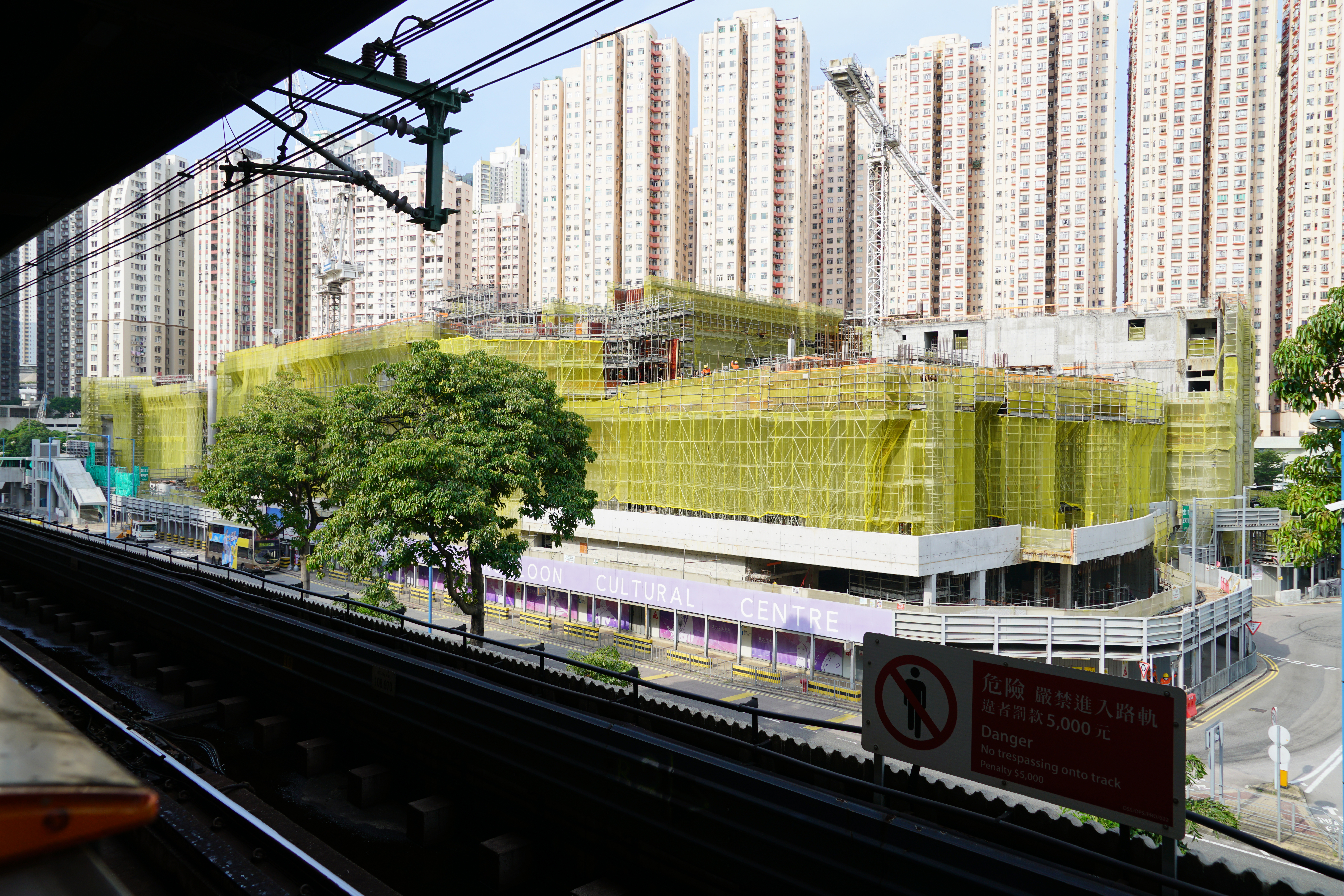
2020年8月
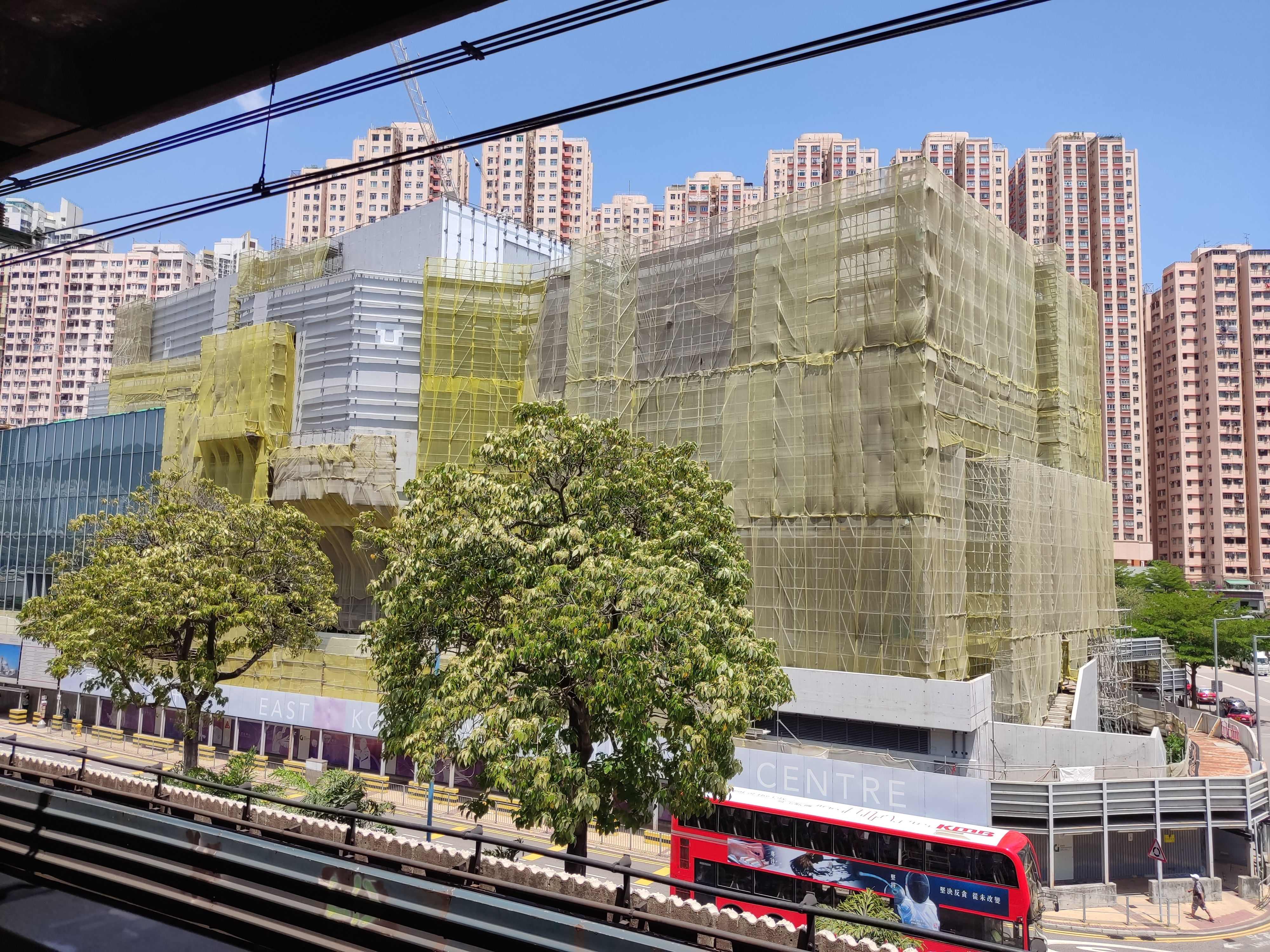
2022年4月

## 鄰近建築
- 德福花園
- 德福廣場
- 得寶花園
- 淘大花園
- 牛頭角下邨
- 彩盈邨
- 彩福邨
- 港鐵九龍灣站

## 外部連結
- 在牛頭角下邨興建跨區社區文化中心，基本工程項目（規劃中），建築署
- 於牛頭角下邨興建跨區社區文化中心設計方案，觀塘區議會文件第47/2013號
- 立法會民政事務委員會 興建東九文化中心 （页面存档备份，存于） 立法會CB(2)407/14-15(03)號文件
- 立法會工務小組委員會 興建東九文化中心 （页面存档备份，存于） 立法會PWSC(2015-16)9號文件
- 東九文化中心的Facebook專頁